# Bedel Moyimbouabeka
Bedel Moyimbouabeka (ur. 8 listopada 1977 w Brazzaville) – piłkarz kongijski grający na pozycji obrońcy lub pomocnika.

## Kariera klubowa
Karierę piłkarską Moyimbouabeka rozpoczął w klubie Patronage Sainte-Anne ze stolicy kraju, Brazzaville. W 1995 roku zadebiutował w nim w pierwszej lidze kongijskiej. W 1995 roku wywalczył z nim wicemistrzostwo kraju. W 1997 roku odszedł do AS Vita Club z Demokratycznej Republiki Konga. W 1997 roku został z nim mistrzem kraju. W latach 1999–2000 grał w Gabonie, w FC 105 Libreville. W 1999 roku wywalczył z FC 105 tytuł mistrza Gabonu.
W 2000 roku Moyimbouabeka wyjechał do Francji i przez dwa sezony grał w FC Rouen w czwartej lidze. Następnie w 2002 roku odszedł do CMS Oissel z piątej ligi i grał w nim do 2008 roku.

## Kariera reprezentacyjna
W reprezentacji Konga Moyimbouabeka zadebiutował 8 stycznia 1995 roku w wygranym 3:1 meczu kwalifikacji do Pucharu Narodów Afryki 1996 z Nigrem, rozegranym w Brazzaville. W 2000 roku został powołany do kadry na Puchar Narodów Afryki 2000. Na tym turnieju rozegrał trzy mecze: z Marokiem (0:1), z Nigerią (0:0) i z Tunezją (0:1). Od 1995 do 2001 wystąpiłw kadrze narodowej 22 razy i strzelił 2 gole.